# The Mayflower Society
The General Society of Mayflower Descendants (também conhecida como The Mayflower Society) é uma organização que engloba os descendentes do navio Mayflower, que chegou em 1620 em Plymouth (Massachusetts).
A sociedade foi formanda em Plymouth em 1897.